# Apple Watch Ultra
Apple Watch Ultra (1-го поколения) — дорогое семейство сверхзащищённых (водонепроницаемость до 100 м глубины погружения) смарт-часов Apple Watch в титановый корпусе для экстремалов новой серии «Ultra» стоимостью от $799, построенные на чипе Apple S8 и вышедшие 7 сентября 2022 года. Первое поколение серии «Ultra».

## История
Часы были представлены на осенней презентации Apple, проходившей 7 сентября 2022 года, и они были показаны вместе с родственной, более дешёвой версией Apple Watch Series 8.
12 сентября 2023 года на осенней презентации Apple, были Apple Watch Ultra 2 показаны вместе с Apple Watch Series 9.

## Характеристики
Эти смарт-часы содержат полный комплект всевозможных датчиков: температурный датчик (кожа, вода), барометрический высотомер постоянного действия, акселерометр, гироскоп, оптический датчик сердечной активности, датчик измерения ЭКГ, датчик внешней освещенности, датчик глубины, компас, пульсоксиметр (SpO2).
Защита титанового корпуса до 10 атм (водонепроницаемость при погружении на глубину до 100 метров).

### Список характеристик
- Чипсет: Apple S8;
  - Центральный процессор (CPU): 1,8 GHz двух-ядерный Thunder 64-битный 7-нм (TSMC N7P);
  - GPU: TBC;
- GPS и Глонасс: Встроенный, включая Galileo, QZSS и BeiDou;
- Сотовая связь: По умолчанию;
- Степень защиты: ISO 22810 водонепроницаемость (до 100 метров), сертификация EN13319 (до 100 метров);
- Беспроводная связь: Wi-Fi (802.11 b/g/n 2.4 GHz и 5 GHz);
- Bluetooth: Bluetooth 5.3;
- UWB: Чип Apple U1;
- Оптический датчик пульса: Есть;
- Датчик ЭКГ: Есть;
- Пульсоксиметр: Есть;
- Акселерометр: 256g;
- Гироскоп: Улучшенный, с высоким динамическим диапазоном;
- Датчик освещенности: Есть;
- Альтиметр: Есть;
- Компас: Есть;
- Дисплей: Всегда включённый дисплей OLED LTPO с технологией Retina (яркость 2000 кд/м²)
  - Плотность пикселей:
- Оперативная память (ОЗУ): 1,5 Гб (1536 Мб) DRAM
- Хранилище: 32 Гб
- Версии операционных систем: watchOS 9.0;
- Требования[4]: iPhone 8 или новее, с iOS 16 или новее;
- Батарея: До 36 часов в обычном режиме и до 60 часов — в режиме энергосбережения, быстрая зарядка;
- Вес: 61,3 грамм;
- Парниковые газы: 56 кг CO2e;
- Начало продаж: Сентябрь 2022 года;
- Сняты с производства: Производятся.